# 鄧淮 (成化進士)
鄧淮（1438年—？），字安濟，江西吉安府吉水縣人，民籍，明朝政治人物。

## 生平
成化十年（1474年）甲午科江西鄉試第十二名舉人。成化十七年（1481年）中式辛丑科會試第三十九名，三甲第一百三十七名進士。初授浙江富陽縣知縣。弘治二年（1489年）官衡州府同知，曾官浙江溫州府知府。

## 家族
曾祖鄧文郁；祖父鄧沖和；父鄧嘉貞，母龐氏。永感下。